# Veselá (Liberec)
Veselá é uma comuna checa localizada na região de Liberec, distrito de Semily.